# El Faro Asturiano
El Faro Asturiano fue un periódico español publicado en Oviedo entre 1856 y 1873.

## Historia
Comenzó a editarse el 5 de mayo de 1856, con carácter trisemanal —salía los lunes, miércoles y viernes—. Con posteriordad, a partir del día 1 de marzo de 1860, pasó a publicarse diariamente. Se definía como un «diario de intereses morales y materiales de noticias y anuncios». Fue una publicación que gozó de gran popularidad.
Era editado por los hermanos Protasio y Gumersindo González Solís; el primero de ellos fue el director del periódico hasta 1868. El diario tenía un tamaño de 34 x 50 cm, con cuatro páginas (la cuarta dedicada a anuncios comerciales) en cinco columnas. Una catalogación de 1865 consideró este periódico como el cuarto periódico provincial más importante de España. 
El periódico, de tendencia moderada, agrupaba a personas proceentes de los sectores católicos. La revolución de 1868 trajo decadencia para El Faro Asturiano, pues las tendencias políticas se alteraron. Mucha gente salió del diario: los carlistas crearon el diario La Unidad y los demócratas, por su parte, El Eco de Asturias.